# Tehrangeles

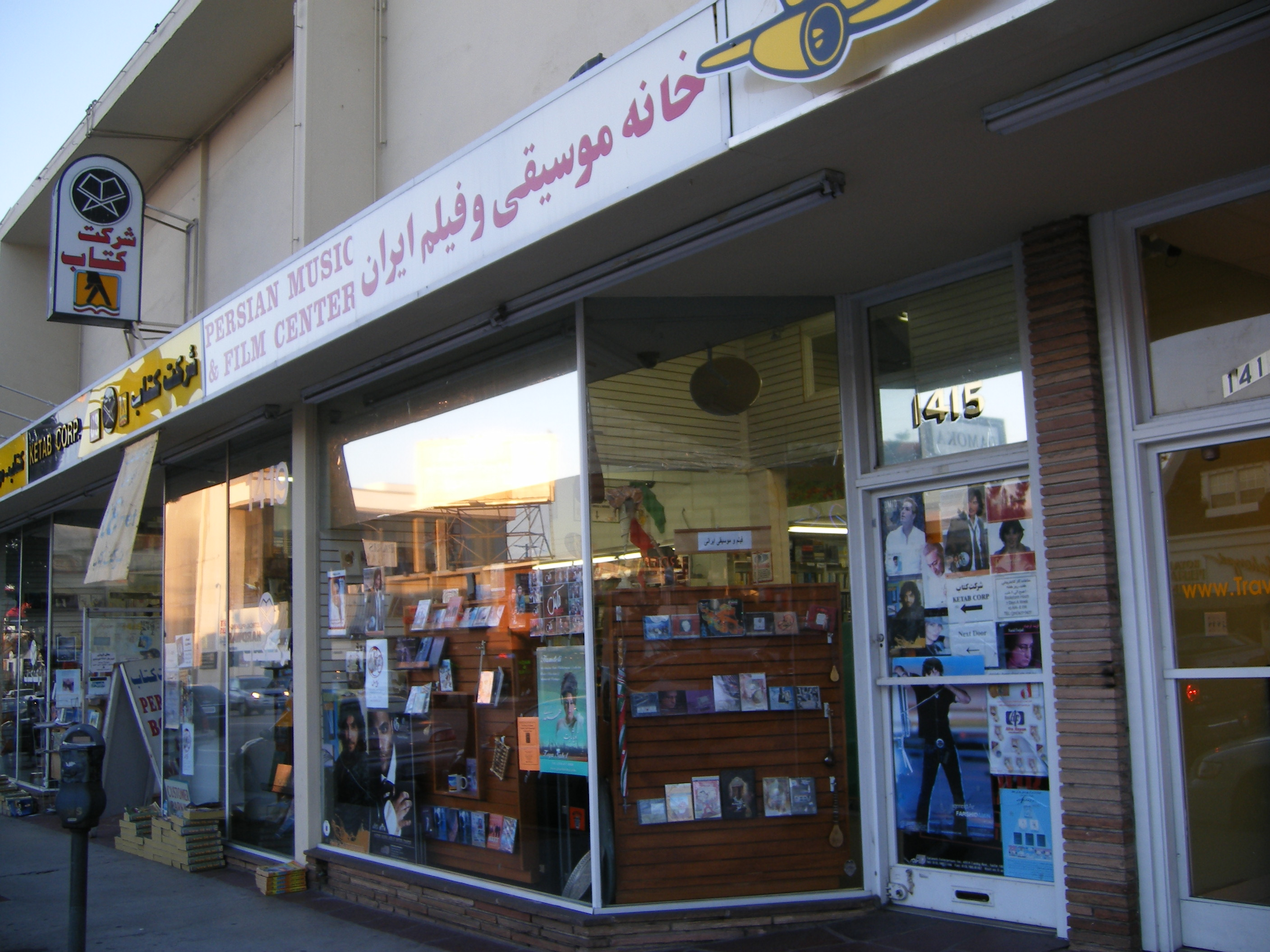
Persische Läden in Tehrangeles

Tehrangeles (persisch تهرانجلس) ist ein Kofferwort, das sich aus Teheran und Angeles zusammensetzt. Es bezieht sich üblicherweise auf die große Gemeinde der iranischen Emigranten im Großraum Los Angeles in Kalifornien. Mit mindestens 500.000 Menschen iranischer Abstammung lebt dort die größte persische Auslandsgemeinde weltweit.
Die iranische Gemeinde konzentrierte sich ursprünglich auf den Stadtteil Westwood. Seit der islamischen Revolution im Iran im Jahr 1979 nahm die Zahl der iranischen Emigranten in Los Angeles jedoch stark zu, so dass Menschen persischer Abstammung inzwischen über das gesamte Stadtgebiet verstreut sind. Im Großraum Los Angeles gibt es außerdem mehrere eigene persischsprachige Zeitungen und Radiosender.

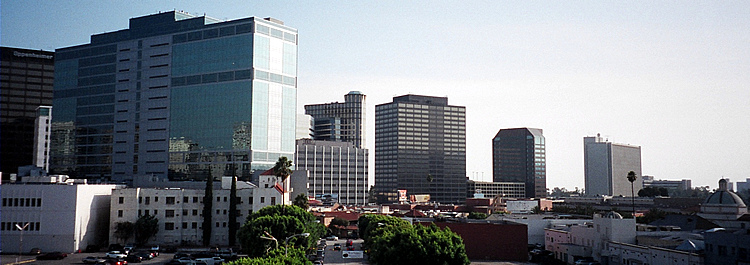
Westwood Horizont

Eine große Konzentration iranischer Geschäfte und Läden findet sich aber nach wie vor zwischen Westwood Boulevard, Pico Boulevard und Wilshire Boulevard. Dort ist ein Großteil der Einwohner iranischer Abstammung und das Stadtbild ist teilweise von persischsprachigen Werbetafeln geprägt. Dieser Bezirk ist auch als Little Persia bekannt, das Wort Tehrangeles wird jedoch oft auch als Synonym für dieses persische Viertel genutzt. Von der Stadtverwaltung Los Angeles ist der Bezirk inzwischen offiziell als "Persian Square" anerkannt.